# Ageratina macdonaldii
Ageratina macdonaldii là một loài thực vật có hoa trong họ Cúc. Loài này được B.L.Turner mô tả khoa học đầu tiên năm 1990.